# Balbins
Balbins – miejscowość i dawna gmina we Francji, w regionie Owernia-Rodan-Alpy, w departamencie Isère. W 2013 roku populacja ówczesnej gminy wynosiła 426 mieszkańców. 
W dniu 1 stycznia 2019 roku z połączenia dwóch ówczesnych gmin – Balbins oraz Ornacieux – powstała nowa gmina Ornacieux-Balbins. Siedzibą gminy została miejscowość Ornacieux. 